# Karl Friston
Karl J. Friston trabaja en el University College de Londres y es una autoridad en el campo de la neuroimagen. Es conocido en el ámbito de la neurociencia como el principal defensor del principio de la energía libre y de la teoría del predictive coding.

## Biografía
Friston estudió ciencias naturales (física y psicología) en la Universidad de Cambridge en 1980, y completó sus estudios de medicina en el King's College Hospital de Londres.
Posteriormente se especializó como psiquiatra en la Universidad de Oxford y actualmente es Profesor de Neurociencias en el University College de Londres. Actualmente es Wellcome Trust Principal Fellow y Director Científico del Wellcome Trust Center para la neuroimagen. También tiene un cargo como consultor honorario en el Hospital Nacional de Neurología y Neurocirugía. 

## Trayectoria investigadora
Ha desarrollado el Statistical Parametric Mapping (SPM). El SPM hoy en día es un estándar internacional para el análisis de datos de imágenes y se basa en el modelo lineal general y la teoría de campos aleatorios. En 1994, su grupo desarrolló la morfometría basada en vóxeles. La VBM detecta diferencias neuroanatómicas y se utiliza en el ámbito clínico y como sustituto de los estudios genéticos.
Estas contribuciones técnicas fueron motivadas por la investigación sobre la esquizofrenia y los estudios teóricos sobre el aprendizaje de valores (junto a Gerry Edelman). En 1995, su trabajo fue formulado como "la hipótesis de la desconexión de la esquizofrenia" (con Chris Frith). En 2003, inventó la dynamic causal modeling (DCM), que se utiliza para deducir la arquitectura de sistemas como el cerebro. Sus contribuciones matemáticas incluyen el filtrado variacional (generalizado) y la maximización dinámica de la expectativa, que son métodos bayesianos variacionales para el análisis de series temporales. Friston actualmente trabaja en modelos de integración funcional en el cerebro humano y en los principios que subyacen a las interacciones neuronales. Su principal contribución a la neurobiología teórica es el principio de la energía libre (inferencia activa en el cerebro bayesiano). 
Friston es uno de los científicos más influyentes a nivel mundial según su  h-index  de 273 (Junio 2024).
En 2020, se convirtió en miembro del Independent SAGE, una alternativa independiente al órgano consultivo oficial del gobierno británico sobre la pandemia de COVID-19 en el Reino Unido, el Scientific Advisory Group for Emergencies. Ha trabajado en la aplicación de su técnica de DCM y en un enfoque alternativo para la modelización de la pandemia. El 7 de abril de 2021, The Daily Telegraph publicitó su trabajo prediciendo que el Reino Unido alcanzaría la inmunidad de rebaño el 12 de abril de 2021, con un resultado significativamente diferente al de otros modelos académicos de la pandemia.

## Reconocimientos y premios
En 1996, Friston recibió el primer Young Investigators Award en Human Brain Mapping y fue elegido Fellow de la Academy of Medical Sciences (1999) en reconocimiento a sus contribuciones a las ciencias biomédicas. En 2000 fue Presidente de la Organización Internacional para el Mapeo Cerebral Humano. En 2003, fue galardonado con el Minerva Golden Brain Award y fue elegido Fellow de la Royal Society en 2006, y recibió una Medalla del Collège de France en 2008. En 
2011 recibió un doctorado honorario de la Universidad de York y se convirtió en Fellow de la Society of Biology.
Karl Friston ha sido pionero y ha desarrollado la técnica más poderosa hasta la fecha para analizar los resultados de los estudios de neuroimagen y revelar los patrones de actividad cortical y la relación entre las diferentes áreas corticales. Actualmente, más del 90% de los artículos publicados en neuroimagen utilizan su método SPM, y este enfoque está encontrando aplicaciones cada vez más diversas, por ejemplo, en el análisis de datos EEG y MEG. Su método ha revolucionado los estudios del cerebro humano y ha proporcionado profundas ideas sobre su funcionamiento. Nadie ha tenido una influencia tan grande como Friston en el desarrollo de los estudios sobre el cerebro humano en los últimos veinticinco años.